# Ločica pri Vranskem
Ločica pri Vranskem je naselje v Občini Vransko.
Ločica leži na levem bregu potoka Bolska  ob križišču cest proti Celju, Kamniku in Ljubljani. Naselje je strnjeno v zoženi dolini med hribi Javorški grič (726 mnm) in Grmada (704 mnm) na vzhodu ter Rigelj (554 mnm) na zahodu.

## NOB
Med drugo svetovno vojno je bilo širše območje Ločice pomembno prehodno ozemlje za kurirje in aktiviste. Leta 1944 je okupator ob cesti proti Zaplanini ustrelil 39 borcev in aktivistov, ki jih je zajel v decembrski ofenzivi.

## ŠRD Ločica pri Vranskem
Športno rekreativno društvo Ločica pri Vranskem je bilo ustanovljeno 2. 7. 2005 na občnem zboru in 19. 10. 2005 vpisano v register društev. Društvo je uredilo športne površine med levim bregom potoka Bolske in avtocesto Ljubljana-Celje. Uredili so igrišče za odbojko na mivki, malo travnato nogometno igrišče, gugalnico ter manjše košarkarsko igrišče. Prostor je primeren za piknike.